# Iouri Chabanov
 (avril 2019).
Si vous disposez d'ouvrages ou d'articles de référence ou si vous connaissez des sites web de qualité traitant du thème abordé ici, merci de compléter l'article en donnant les références utiles à sa vérifiabilité et en les liant à la section « Notes et références ».
Iouri Chabanov (russe : Юрий Фёдорович Шабанов, 11 novembre 1937 Khabarovsk – 30 mars 2010, Moscou) était un joueur d'échecs soviétique et russe, grand maître international depuis 2003. 
Il est deux fois champion du monde senior d'échecs : Bad Zwischenahn (2003) et Halle (2004). Il est également trois fois champion d'Europe dans l'équipe des seniors russes (2001, 2002 et 2006) et trois fois champion senior d'échecs de Moscou (2005, 2006 et 2007). Il compte également un titre de champion d'échecs senior russe (1999), un de champion d'Extrême-Orient (1961) et de multiples titres champion de la région Magadan - Grand Nord (1961-1980).

## Biographie
Iouri Chabanov est né en 1937 dans la famille du rédacteur en chef d'une maison d'édition extrême-orientale. Il a grandi pratiquement sans père, puisque son père est mort pendant la Seconde Guerre mondiale. Sa famille a quitté Khabarovsk après la fin de la guerre. D'abord, ils ont déménagé à Nijneoudinsk, région d'Irkoutsk, puis à Lviv. Chabanov a commencé à apprendre les échecs en 1951.
En 1954, le jeune joueur de première division a participé à l'Olympiade des jeunes de l'Union Soviétique à Kiev en tant que membre de l'équipe ukrainienne. Il a marqué 7 points sur 9 et s'est classé deuxième en demi-finale. Il a obtenu 8,5 points sur 12 et s'est classé troisième dans la finale.
La même année, le championnat de la jeunesse par équipes de l'Union a eu lieu dans la ville de Leningrad. Iouri Chabanov a joué pour l'équipe d'Ukraine sur le troisième tableau. L'équipe a partagé les quatrième et cinquième place avec l'équipe de Leningrad. Boris Spassky, Mikhaïl Tal, Edouard Goufeld et d'autres ont participé à ce tournoi, mais Iouri Chabanov ne les a pas rencontrés.
En outre, il est devenu le vainqueur du championnat régional d'échecs dans la ville de Khabarovsk. Le championnat du parc des enfants aux échecs a eu lieu à Khabarovsk en 1955 : Iouri a marqué 9 points sur 10 et a pris la première place. Un concours zonal des meilleurs joueurs d'échecs des territoires de Khabarovsk et de Primorye, d'Amour, de Sakhaline et d'autres régions a eu lieu dans la ville de Blagovechtchensk en 1957. A cette époque, Iouri Chabanov était un étudiant de l'école technique minière de Magadan et est devenu candidat au titre de maître des sports de l'URSS après avoir obtenu 12 points sur 17 et pris la première place. Plus tard, il a obtenu le droit de participer au 17e championnat de la RSFSR, qui a eu lieu dans la ville de Tchéliabinsk. Iouri a marqué 10,5 points sur 19 et s'est classé à la sixième à neuvième place.
Chabanov a remporté à plusieurs reprises les demi-finales de la RSFSR en Extrême-Orient et a participé aux championnats russes. Il est devenu un multiple champion de la Oblast de Magadan depuis 1960. Iouri a obtenu un diplôme en géologie et a travaillé dans sa spécialité, donc il n'a pas eu beaucoup de temps pour jouer aux échecs. Ce n'est qu'après le championnat de Troud de 1964, où Iouri a pris la première place et a obtenu le titre de Maître des Sports de l'URSS, que les échecs ont pris le dessus dans sa vie. 
La force pratique de Iouri Chabanov a augmenté. Il était l'un des maîtres d'échecs les plus forts des années 1970. Il a remporté la finale du championnat de Troud à nouveau en 1978. Iouri participait régulièrement aux demi-finales de l'URSS, mais chaque fois qu'il lui manquait quelque chose pour une étape décisive. Ce n'est qu'après avoir déménagé à Yaroslavl, où Chabanov a travaillé comme instructeur à l'école de sport pour enfants et jeunes, Iouri réalisé son rêve et est entré dans la première ligue du championnat soviétique, où il a pris la cinquième place dans les années 1980.
Chabanov est devenu un maître international dans les années 1990. Il a rejoint le puissant mouvement d'échecs senior russe et a vécu à Moscou depuis les années 2000. Il a participé aux championnats par équipes de Moscou 2004-2008. Il a participé à six championnats d'Europe en 2001, 2002, 2004, 2006, 2007 et 2008 au sein de l'équipe russe senior. Il a participé aux championnats de Russie chez les seniors en 1999-2007. Il a également participé au championnat d'échecs senior de Moscou en 2003-2007. Iouri a participé aux matches traditionnels Moscou-Saint-Pétersbourg en tant que membre de l'équipe de Moscou en 2002 et 2005
Iouri a reçu le titre de grand maître international pour sa victoire au 13e championnat du monde d'échecs senior en 2003. Iouri Chabanov a répété son succès et est devenu deux fois champion du monde senior d'échecs lors de la 14e édition en 2004.
Il a cessé de participer aux grandes compétitions d'échecs en raison d'une maladie grave depuis 2008.
Les proches et les camarades de Iouri Chabanov l'ont caractérisé comme une personne exceptionnellement modeste, sans conflit, érudite et dotée de principes. Il était un homme amoureux des échecs et a consacré environ 60 ans de sa vie aux échecs.

« Je ne peux pas dire que son nom était largement connu dans les médias. Les raisons en sont sa modestie exceptionnelle, son désir de rester dans l'ombre et son absence totale de conflit. Pendant ce temps, Iouri est double champion du monde parmi les seniors, multiple champion d'Europe dans l'équipe nationale des seniors russes, champion de Russie parmi les seniors et l'un des maîtres les plus forts de la RSFSR dans les années 70, quand il vivait à Magadan. Nous connaissions Iouri il y a longtemps, mais les échecs des seniors nous ont réunis. Nous nous sommes fait des amis, nous avons vécu ensemble dans des hôtels, nous avons analysé, nous avons communiqué et nous avons de l'empathie. Il était érudit, et doté de principes, il aimait les échecs avec désintéressement »

— Oleg Tchernikov
Iouri Chabanov est décédé le 30 mars 2010.